# Prevlaka Elephant
Prevlaka Elephant (eng. Elephant Spit) je 9 km duga pješčani sprud na istočnom kraju subantarktičkog otoka Heard, u australskom teritoriju otoka Heard i McDonaldovih otoka, leži u Južnom oceanu na visoravni Kerguelen oko 450 km jugoistočno od otočja Kerguelen. Ime se odnosi na južne morske slonove (Mirounga leonina), također poznate kao morski slonovi, koji se razmnožavaju u velikom broju na otoku Heard i koji su tamo bili osnova za komercijalni lov na tuljane tijekom 19. stoljeća.

## Opis
Prevlaka Elephant je duga, tanka, ravna i uočljiva, dajući otoku karakterističan oblik gledano iz svemira. Graniči sa zaljevom Spit Bay na sjeveru i zapadu i formiran je od sedimenata koji potječu od glacijalne erozije vulkanskog materijala od erupcija Big Bena koje su morsko dno jugoistočno od otoka učinile relativno plitkim.
Otok Heard je izoliran, nenaseljen i rijetko ga se posjećuje. Kada su 2002. i 2003. godine otok posjetili znanstvenici iz Australskog antarktičkog odjela, sprud je bio netaknut. Međutim, sljedeća posjeta krajem 2008. godine otkrila je da je dio istočnog kraja spruda preplavio ocean, formirajući otok dug 2 km.